# Wapello (Iowa)
Wapello es una ciudad ubicada en el condado de Louisa en el estado estadounidense de Iowa. En el Censo de 2010 tenía una población de 2067 habitantes y una densidad poblacional de 594,69 personas por km².

## Geografía
Wapello se encuentra ubicada en las coordenadas 41°10′38″N 91°11′15″O / 41.17722, -91.18750. Según la Oficina del Censo de los Estados Unidos, Wapello tiene una superficie total de 3.48 km², de la cual 3.35 km² corresponden a tierra firme y (3.58%) 0.12 km² es agua.

## Demografía
Según el censo de 2010, había 2067 personas residiendo en Wapello. La densidad de población era de 594,69 hab./km². De los 2067 habitantes, Wapello estaba compuesto por el 94.19% blancos, el 0.53% eran afroamericanos, el 0.19% eran amerindios, el 0.15% eran asiáticos, el 0.05% eran isleños del Pacífico, el 3.43% eran de otras razas y el 1.45% pertenecían a dos o más razas. Del total de la población el 8.18% eran hispanos o latinos de cualquier raza.